# Furen Point
Der Furen Point (englisch; bulgarisch нос Фурен nos Furen) ist eine felsige Landspitze an der Oskar-II.-Küste des Grahamlands auf der Antarktischen Halbinsel. Als Ausläufer des Jordanow-Nunataks liegt sie 6,9 km westlich des Diralo Point und 9 km nordwestlich des Caution Point am Nordwestufer der Borima Bay. Die Landspitze wurde infolge des Auseinanderbrechens des Larsen-Schelfeises im Jahr 2002 und dem sich daran anschließenden Rückzug des Jorum- und des Minsuchar-Gletschers freigelegt.
Die bulgarische Kommission für Antarktische Geographische Namen benannte sie 2012 nach der Ortschaft Furen im Nordwesten Bulgariens.